# Itai no wa Iya nano de Bōgyoryoku ni Kyokufuri Shitai to Omoimasu.
Itai no wa Iya nano de Bōgyoryoku ni Kyokufuri Shitai to Omoimasu. (痛いのは嫌なので防御力に極振りしたいと思います。?  lit. Dado que no me gusta el dolor, creo que pondré todos mis puntos en defensa.), conocida en inglés como Bofuri: I Don't Want to Get Hurt, so I'll Max Out My Defense[, es una serie de novelas ligeras japonesas escritas por Yuumikan e ilustradas por Koin. Comenzó la serialización en línea en 2016 en el sitio web Shōsetsuka ni Narō, pero fue adquirida por Fujimi Shobō, quien publicó el primer volumen en septiembre de 2017 bajo su sello Kadokawa Books. 
Una adaptación al manga con el arte de Jirō Oimoto ha sido serializada en la revista seinen Comp Ace de Kadokawa Shōten desde el 26 de mayo de 2018.
Una adaptación a serie de anime producida por Silver Link fue estrenada el 8 de enero de 2020. Una segunda temporada se emitió entre enero y abril de 2023.

## Sinopsis
La historia se desarrolla en el mundo de VRMMO llamado "NewWorld Online". La protagonista Maple, que sabe poco sobre juegos, asigna todos sus puntos de estado a la defensa en busca de evitar sentir dolor. Como resultado de esto, su velocidad es casi nula y no puede usar magia, pero cuando es golpeada por un conejo, descubre que recibe cero daños.
Como resultado de resistir los ataques de monstruos, obtiene la habilidad de "Defensa Absoluta" y habilidades de contraataque letales. Como "Novata de tipo Fortaleza Móvil", ahora puede anular todo tipo de ataques y devolver el daño con su habilidad "Veneno letal".

## Personajes

### Maple Tree
Maple (メイプル Meipuru?)
 Seiyū: Kaede Hondo
La protagonista principal, que acaba de empezar a jugar NewWorld Online. Como no le gusta el dolor, dedica cada punto de estadística que gana a aumentar su defensa, lo que le permite adquirir nuevas habilidades y subir de nivel simplemente resistiendo los ataques. Incluso con su falta de experiencia en juegos, Maple notablemente gana suficiente resistencia a casi cualquier cosa y parece tener una suerte innata para localizar objetos raros, mazmorras ocultas y misiones y habilidades únicas, siendo que cuando sus compañeros la dejan sola, obtiene una nueva habilidad. Esto le da a los administradores del juego muchos dolores de cabeza sobre cómo ralentizarla; a lo cual, sus métodos poco ortodoxos superan los ajustes de los desarrolladores. En el primer evento, se convierte en la tercera jugadora clasificada después de derrotar a más de 2000 jugadores. Durante el segundo evento, luego de derrotar a un jefe supuestamente invencible, encuentra un huevo monstruoso que luego se convierte en una tortuga, a la que llama Syrup. Debido a su alta defensa, otros jugadores la han apodado "la fortaleza ambulante". Ella es la maestra del gremio de Maple Tree.
Sally (サリー Sarī?)
 Seiyū: Ruriko Noguchi
Es la amiga de la vida real de Kaede que le presentó NewWorld Online. Ella juega en la clase de espadachín, que se especializa en evasión y ofensiva de alta velocidad. Risa ganó previamente una recompensa de campeonato en un juego en línea; todos los trofeos en su habitación, así como el conocimiento del juego, insinúan que es una jugadora profesional. Tuvo que unirse a Maple después del primer evento porque su madre le prohibió jugar, queriendo que aprobara sus exámenes de competencia. Tiene un fuerte miedo a los fantasmas; Maple bromea diciendo que no podía manejar las casas embrujadas a pesar de estar en el juego. Durante el segundo evento, Sally encontró un huevo de monstruo que luego se convirtió en un zorro al que llamó Oboro. Después de aniquilar a muchos jugadores en el penúltimo día del segundo evento, se ganó el apodo de "Monstruo azul intocable".
Kanade (カナデ?)
 Seiyū: Satomi Arai
Es una jugadora maga andrógino, que se especializa en la recopilación de información y la resolución de acertijos, lo que le permite acceder a lugares y elementos secretos en el juego. Utiliza un bastón parecido a un cubo de Rubik llamado "Registros Akáshicos", que le otorga una habilidad aleatoria cada día. También tiene una biblioteca de hechizos que puede preparar con anticipación.
Kasumi (カスミ?)
 Seiyū: Saori Hayami
Es una samurái cuya velocidad está a la par de Sally. Ocupó el sexto lugar en el primer evento. El gremio de los Emperadores de la Llama tenía la intención de reclutarla, pero Maple la atrapó primero. Ella y Shin Split-Sword del Emperador de la Llama se han enfrentado varias veces en el pasado y ella lo derrotó cada vez. Es la única jugadora "Normal" en el gremio Maple Tree.
May (マイ Mai?)
 Seiyū: Ai Kakuma
Es una jugadora novata que, a diferencia de Maple, puso todos sus puntos de habilidad en fuerza. Esto le permite empuñar armas pesadas y causar el máximo daño. Lleva una cinta verde en su cabello negro y empuña dos martillos gigantes con el mismo esquema de color. Gran parte de sus habilidades se obtienen en carreras de jefes y contrarreloj.
Yui (ユイ?)
 Seiyū: Nanaka Suwa
Es la hermana menor de Mai, que puso todos sus puntos de habilidad en fuerza, al igual que Mai. Su cabello es blanco con una cinta rosa y sus martillos también son del mismo color que su cabello. Al igual que su hermana gemela, sus habilidades se obtienen a través de carreras de jefes y contrarreloj, lo que le permite empuñar armas más pesadas y causar el máximo daño.
Kuromu (クロム Kuromu?)
 Seiyū: Noriaki Sugiyama
Un gran protector como Maple y uno de los primeros jugadores que Maple conoce en el juego. Es reconocido como uno de los mejores jugadores, ya que ocupó el noveno lugar en el primer evento. Suele pasar el rato con Iz. Más tarde obtiene el equipo "Señor de los muertos vivientes" después de descubrir y explorar junto a Syrup (recibido temporalmente de Maple para que le diera suerte) una mazmorra oculta diseñada para jugadores que han muerto y revivido una cierta cantidad de veces. Por lo general, participa en el chat del juego, donde el chat lo presiona para obtener información sobre Maple. Se da a entender que es el mayor del gremio, ya que afirma que tiene que actuar como hermano mayor y protector de las niñas solo para asegurarse de que nadie se aproveche de ellas.
Iz (イズ Izu?)
 Seiyū: Satomi Satō
Una artesana que crea equipamiento a medida. Se convierte en artesana del gremio, pero aún acepta encargos privados. Estar en el gremio la inspira a fabricar equipo único, una oportunidad que nunca tuvo originalmente. Suele pasar el rato con Kuromu. En la batalla, se especializa en la demolición equipándose con varios explosivos; ella también usa un pico a corta distancia.

### Congregation of the Holy Swords
Pain (ペイン Pein?)
 Seiyū: Kenshō Ono
Un espadachín que es el maestro del gremio de Congregation of the Holy Swords y el mejor jugador de NewWorld Online con el nivel más alto en el juego.
Dred (ドレッド Doreddo?)
 Seiyū: Takumi Yamazaki
Un asesino y el segundo jugador clasificado en el primer evento. Al igual que Sally, actúa como un high speed attacker.
Fredrica (フレデリカ Furederika?)
 Seiyū: Ayana Taketatsu
Una maga y uno de los primeros jugadores que Maple conoce en el juego, dando consejos a Maple sobre cómo subir de nivel. Más tarde desarrolla una rivalidad amistosa con Sally. También es la recolectora de información del gremio.
Drag (ドラグ Doragu?)
 Seiyū: Nobutoshi Canna
Un guerrero con hacha que es el quinto jugador clasificado en el primer evento. Se destaca en ataques de fuerza bruta.

### Flame Emperor's
Mi (ミィ Mī?)
 Seiyū: Rina Satō
Apodada "Flame Empress", es una maga de alto rango y la maestra del gremio de Flame Emperor's. Ella es considerada una de las jugadoras más poderosas y carismáticas y una de las pocas jugadoras que podría competir con Payne en combate. Alrededor del momento donde creó su personaje comenzó a usar una personalidad fría y segura, siendo bastante insegura en privado, sin embargo, luego de ser vencida por Maple, pierde momentáneamente su máscara frente a sus compañeros cada vez que recibe noticias de un enfrentamiento contra ella.
Shin (シン?)
 Seiyū: Kappei Yamaguchi
Apodado "Split-Sword", debido a su habilidad especial de dividir la hoja de su espada en múltiples proyectiles. Luchó contra Kasumi varias veces en el pasado y perdió. Originalmente, quería reclutarla para Flame Emperor's, pero Maple la reclutó primero.
Marcus (マルクス Marukasu?)
 Seiyū: Akira Ishida
El Trap Master del gremio.
Misery (ミザリー Mizarī?)
 Seiyū: Yūko Minaguchi
La healer del Gremio. Ella es popular dentro del gremio por su habilidad y belleza.

### NewWorld Online (NWO)
Los administradores (?)
Una sala de juntas compuesta por desarrolladores, diseñadores y programadores. Este grupo se vuelve constantemente loco por las travesuras de Maple y la describen como "mas jefe final que su propio jefe final". Luchan constantemente para hacer ajustes debido a Maple, solo para ser frustrados por sus estrategias poco ortodoxas y su estilo de juego creativo, así como por su absurda buena suerte.
Drazō (ドラぞう Dorazō?)
 Seiyū: Sakura Tange
La pequeña mascota dragón de NewWorld Online exclusiva del anime, que actúa como anfitrión de los diversos eventos de jugadores, explicando las reglas.

### Otros Personajes
Velvet
 Seiyū: Ayako Kawasumi
Hinata
 Seiyū: Minami Shinoda
Wilbert
 Seiyū: Atsushi Tamaru
Lily
 Seiyū: Shizuka Itō

## Media

### Anime
Kadokawa anunció una adaptación al anime el 6 de diciembre de 2018. La serie fue animada por Silver Link y dirigida por Shin Ōnuma y Mirai Minato, con Fumihiko Shimo a cargo de la composición de la serie y Kazuya Hirata diseñando los personajes. La serie se emitió del 8 de enero al 25 de marzo de 2020 en AT-X, ABC, Tokyo MX, TVA y BS11. Afilia Saga interpretó el tema de apertura "Kyūkyoku Unbalance", mientras que Rico Sasaki interpretó el tema final "Play the World". Funcionó durante 12 episodios.
Funimation obtuvo la licencia de la serie fuera de Asia. Tras la adquisición de Crunchyroll por parte de Sony, la serie se trasladó a Crunchyroll obteniendo la licencia de la serie fuera de Asia. Muse Communication transmitió la serie en su canal de YouTube Muse Asia en el sudeste asiático y el sur de Asia.
Se anunció una segunda temporada del anime al final del episodio final de la primera temporada y se iba estrenarse en 2022. Sin embargo, debido a diversas circunstancias se pospuso el estreno hasta en enero de 2023.